# Tocador de Viola
Tocador de Viola é um óleo sobre tela da autoria do pintor Armando de Basto. Pintado em 1918 e mede 105 cm de altura e 104 cm de largura.
A pintura pertence ao Centro de Arte Moderna de Lisboa.